# Dos crímenes
Dos crímenes és una pel·lícula mexicana dramàtica dirigida per Roberto Sneider i protagonitzada per Damián Alcázar. Es tracta d'una adaptació de la novel·la homònima de Jorge Ibargüengoitia. Es va produir en 1993 i es va estrenar el 30 de juny de 1995.

## Producció
El director de la pel·lícula, Roberto Sneider, havia estat contractat per un productor anglès per a realitzar l'adaptació de la novel·la Dos crímenes, de Jorge Ibargüengoitia, per a portar-la a la pantalla gran; no obstant això, al no concloure's el projecte, Sneider va buscar finançament a Mèxic. Després del breu contratemps, la pel·lícula va començar a rodar-se el 1993.

## Argument o sinopsi
Després de ser acusat falsament d'assassinat, Marcos González, un jove bohemi i impulsiu, decideix refugiar-se amb els seus parents en el petit i tranquil poble de Muérdago. A Muérdago hi viu el seu oncle polític, Ramón, a qui no ha vist en deu anys. Ramón és l'home més ric de la regió, però pateix problemes de salut i li queda poc temps de vida. Els parents, que ambicionen l'herència de l'oncle Ramón, veuen en Marcos una amenaça, sobretot perquè l'oncle sembla molt complagut per la visita. Per complicar la situació, Marcos té sengles romanços tant amb Amalia, la seva cosina política, com amb Lucero, la filla d'aquesta. Tanmateix, l'esposa de Marcos fa presència en la trama, per a major complaença del seu oncle. Aquestes múltiples situacions i passions desencadenaran els dos crims.

## Repartiment
- Damián Alcázar - Marcos González
- José Carlos Ruiz - Ramón Tarragona
- David Clennon - James "Jim" Henry
- Leticia Huijara - Carmen "La chamuca" Medina
- Margarita Isabel - Amalia Tarragona
- Dolores Heredia - Lucero Henry Tarragona

## Recepció
La pel·lícula va ser un èxit, en termes de recepció mediàtica, perquè va ser ressenyada per diversos mitjans impresos. Molts dels periòdics van celebrar, amb les seves notes, els premis nacionals i internacionals als quals va ser nominada. El Heraldo de México va assenyalar, el 25 de juny de 1995, que "Encara sense estrenar, el film Dos crímenes ja es va vendre a Àsia, Amèrica i Europa"; a més de que va destacar el debut de Sneider com a director, així com les 17 nominacions al Premi Ariel que va obtenir la pel·lícula.
Altre mitjans, com El Universal i el Reforma, van destacar els premis que va rebre la pel·lícula a Bogotà.

## Banda sonora
La banda sonora de la pel·lícula correspon al compositor de Sonora Arturo Márquez. La música de fons, sense títol definit, va ser nominada a l'Ariel en 1995.

## Premis
Festival de Cinema dels Tres Continents a Nantes
- Gran Premi a la Millor Pel·lícula, 1994

Festival Internacional de Cinema de Cartagena de Indias
- Índia Catalina a Damián Alcázar al Millor Actor, 1995.
- l'Índia Catalina a Margarita Isabel a la Millor Actriu de Repartiment, 1995

XXXVII edició dels Premis Ariel
- Ariel a Roberto Sneider per la Millor Òpera Prima, 1995
- Ariel i Diosa de Plata a José Carlos Ruiz per Millor Coactuació Masculina, 1995

Festival de Cinema de Bogotà
Cercle Precolombí de Plata per Millor Pel·lícula, 1996
Festival de Cinema de San Diego
Primer Premi a Roberto Sneider al Millor Guió, 1996